# Pracovnice v domácnosti
Pracovník nebo pracovnice v domácnosti je osoba, která je zaměstnaná v cizí domácnosti. Za plat vykonává jednu nebo více domácích prací: od hlídání a péče o děti, ošetřování seniorů nebo nemocných, přes úklid, praní a žehlení až po nakupování, vaření či starost o zahradu. Rozlišují se dvě formy placené práce v domácnosti: tzv. live-in forma, kdy pracovnice v domácnosti i bydlí, a live-out forma, kdy pouze dochází do cizí domácnosti, často do několika různých během jednoho týdne.
Podmínky pracovnic a pracovníků v domácnostech se velmi liší jak historicky, tak i geograficky. Podle statistik Mezinárodní organizace práce (International Labour Organization, ILO) vykonává v dnešní době placenou práci v domácnostech minimálně 53 milionů, možná až sto milionů osob.
Většina pracovníků v domácnosti jsou ženy, zejména migrantky. Jejich práce bývá přehlížena a podceňována, protože ji vykonávají v soukromí cizích domovů, a také proto, že byla dlouhodobě neplacenou činností žen. Mnohé země neuznávají tuto práci oficiálně jako práci. Teprve v posledních desítkách let získávají tyto pracovnice vzrůstající pozornost ze strany mezinárodních i státních institucí, akademiků nebo třeba dokumentaristů.

## Práce v domácnosti v 21. století
Služky, řidiči nebo kuchaři – tyto práce v domácnostech si spojujeme spíše s dobami minulými. S technologickým rozvojem se rozšířila představa, že většinu domácích prací převezmou stroje – myčky, samoobslužné vysavače apod. Postupně se však ukazuje, že to byla představa mylná a že zaměstnání v cizích domácnostech je dnes expandujícím sektorem trhu na celém světě. Mezinárodní organizace práce uvádí oficiální statistiky získané z různých zemí světa, podle kterých pracuje v cizích domácnostech minimálně 53 milionů osob. Podle neoficiálních odhadů ILO se však to číslo pohybuje spíše kolem sta milionů osob. Valná většina z nich, asi 92 %, jsou ženy.
Ekonomické a politické nerovnosti jednotlivých států a regionů se promítají do řady společenských procesů, včetně zajišťování a výkonu domácích prací. Zejména významná centra světové ekonomiky – slovy socioložky Saskii Sassen globální města – jsou prostorem, kde se koncentrují nejen vysoce odborné práce, ale která zároveň lákají i práce nízko kvalifikované a bezvýchodné, tzv. dead-end jobs. Roste v nich poptávka po nejrůznějších službách, včetně těch pečovatelských, a tyto práce jsou stále častěji vykonávány tzv. levnou pracovní silou migrantek. Navíc tím, že jde o reproduktivní práci, nebývá vnímána jako skutečná práce a bývá často podceňována i „podcenována“. Nevyžaduje se často jiná kvalifikace než gender.
Poptávka po pečovatelkách, chůvách či jiných pracovnicích v domácnostech je dána kombinací řady sociálních, demografických i ekonomických faktorů: Stále více žen odchází do zaměstnání, ale k dispozici nemají dostatek státních zařízení pro děti, případně tato zařízení nejsou dostatečně flexibilní pro potřeby vytížených rodičů. Oslabuje se sociální stát. Navíc prarodiče, kteří dříve vypomáhali s výchovou, pracují nebo vedou vlastní, oddělený život. Větší je také počet matek-samoživitelek. Všeobecně se stupňují tlaky na pracovní výkony a přesčasy v mnoha oborech. Mění se také představy o aktivním volném čase, prioritou často nejsou rutinní domácí práce. Kombinace těchto faktorů vede k potřebě nebo zájmu rodin zajistit si hospodyni či chůvu. Na druhou stranu dochází ke stárnutí obyvatel a péče o seniory je nedostatečná nebo v případě státních zařízení vnímána jako nekvalitní. Odtud zájem o osobní ošetřovatelky, které se starají o seniory či nemocné. Vzhledem k nedostatečnému pokrytí těchto služeb se tedy hovoří o krizi péče ve společnosti.
Naopak ženám-migrantkám umožňuje práce v zahraničí zajistit příjem pro své rodiny, často hradí svým dětem nebo jiným příbuzným vzdělání. Nicméně migrace má i negativní dopady, zejména v souvislosti s odloučením rodin. Placená práce v domácnosti (nebo obecně ve službách) pro ženy představuje jednu z mála možností uplatnění se na pracovním trhu.
Placenou péči o děti můžeme zařadit mezi emoční typy práce  – pracují s emocemi, které jsou součástí jejich práce a jsou součástí hodnocení kvality jejich práce (jak se chovají). Problém emočního typu práce je, že se velice obtížně stanovuje hranice přijatelné míry projevovaných emocí. Vyjednávání o tom, kolik investovat emocí, tak navíc může provázet zvláštní napětí mezi chůvami a matkami hlídaných dětí.

## Situace v České republice
S tím, jak se Česká republika ekonomicky rozvíjí, vzrůstá i tady zájem o chůvy, hospodyně či uklízečky. Jejich služby nabízejí desítky specializovaných agentur. Narůstá také počet učebních oborů a rekvalifikačních kurzů v oboru hospodyně, chůva nebo dokonce guvernantka. Pečovatelské práce vykonává stále mnoho Češek, ale přibývá i migrantek – ať již ze zemí bývalého Sovětského svazu, nebo třeba z Filipín. Situace migrantek ovšem bývá komplikovanější, neboť jsou – v závislosti na nastavení migračních politik – více závislé na zaměstnavatelích.
Oficiální statistiky počtu osob zaměstnaných v cizích domácnostech chybí, respektive jsou nepřesné. Ministerstvo práce a sociálních věcí uvádí počet 49 osob. Studie z německé univerzity Kassel, která se zabývala globálním rozměrem tohoto fenoménu, mluví o 3000 pracovnících v domácnosti. Nevládní organizace pracující s migranty odhadují na základě svých zkušeností, že každá druhá migrantka pracovala v této sféře. Lze navíc očekávat, že se stárnutím společnosti budou – podobně jako na západ od našich hranic – jejich počty narůstat.
Přítomnost pracovnic v domácnostech je však stále přehlížena – mimo jiné i českou vládou, politiky a odbory. Zatímco v mnoha zemích světa je téma domácí práce a ochrany těchto pracovnic velmi aktuální, v České republice jim je věnována minimální pozornost. V souvislosti s rozhodováním o osudu mezinárodní Úmluvy o pracovnících v cizích domácnostech vláda v roce 2012 prohlásila, že téma domácí práce se týká rozvojových zemí a pro Českou republiku je nerelevantní. Své stanovisko založila na výše zmíněných neúplných statistikách. Úmluva tak v ČR nebyla ratifikována.
V České republice většinou migrantky do domácností docházejí, nepřespávají tam. Většina rodin využívá jejich pomoc nárazově, na úklid nebo hlídání. Jedná se o tzv. live-out formu. Nejčastěji tyto ženy pracují na základě živnostenského oprávnění. Nejnověji si také majetnější lidé a známé osobnosti přivážejí chůvy z Filipín, které u nich žijí, uklízejí, zajistí jim výchovu dětí v angličtině a – díky jazykové bariéře – zachovávají soukromí. Rozvíjí se i zaměstnávání ošetřovatelek pro seniory. Tuto tzv. live-in formu vykonávají obvykle jako zaměstnanci nebo zaměstnankyně.
Přesun zajištění péče na trh práce se označuje jako komercializace péče a odehrává se v mnoha zemích světa.
Služby pracovnic v domácnostech nabízejí různé zprostředkovatelské agentury. Přímé zaměstnávání pracovnic v domácnosti-migrantek ze zemí mimo EU je od roku 2012 agenturám zakázáno. Nyní mohou práci pouze zprostředkovávat.

## Pracovní podmínky
Zatímco ženy pracující jako live-out chůvy, hospodyně či uklízečky mají obvykle živnostenský list a pracují pro více rodin najednou, live-in pracovnice naopak mají uzavřenou pracovní smlouvu přímo s rodinou. V praxi dochází také k tomu, že zaměstnavatelé najímají chůvy či uklízečky přes své soukromé firmy. Dříve bylo možné být i zaměstnankyní zprostředkovatelské agentury; toto nepřímé zaměstnávání migrantek ze zemí mimo Unii agenturou je od roku 2012 zakázáno.
Na placenou práci v domácnosti se v případě pracovních smluv vztahuje zákoník práce, a tedy klasická osmihodinová pracovní doba a další práva. Nicméně jejich kontrola a vymahatelnost v praxi jsou dost obtížné, právě kvůli tomu, že se práce odehrává v soukromí. Neplacené přesčasy a nedodržování dalších pracovních podmínek je poměrně běžné. Pokud ženy bydlí přímo v rodině, u které pracují, je složité oddělit osobní život od pracovního. Práci v domácnostech obecně konstruují i zprostředkovatelské agentury dvojím způsobem: jako zaměstnání s osmihodinovou pracovní dobou, což je reakce na požadavky státu a české legislativy, ale zároveň jako 24hodinovou výpomoc, čímž odpovídají na předpokládané nároky rodin . Ukazuje to, že práce v domácnosti de facto není vnímaná jako standardní placená práce.
Mnohé ženy v těchto pozicích jsou zneužívány. Nedodržování pracovních podmínek, ponižování, společenské izolace, ale i fyzické a psychické násilí jsou hlavní rizika, které pak ženám zaměstnaným v domácnostech hrozí. Kamenem úrazu není tolik samotná možnost hrozeb, ale právě omezené šance se jim bránit. V zahraničí se jako nejhůře kontrolovatelná ukazuje situace migrantek bez dokumentů a dále personálu diplomatů a jejich rodin, a to kvůli jejich diplomatické imunitě.
Zkušenosti migrantek se do velké míry odvíjejí od jejich pobytového statutu v České republice – tedy zdali mají dlouhodobý, nebo již trvalý pobyt, případně nemají povolení vůbec. Pokud žena nemá žádné dokumenty a žije a pracuje v jedné rodině, jen těžko si vyjednává lepší podmínky. Ale i migrantky, které mají pracovní smlouvu a povolení k pobytu, mají mnohdy strach se ozvat. Mají totiž pobyt vázaný na svého zaměstnavatele, a když se ten rozhodne zaměstnání ukončit, mají – v lepším případě – dva měsíce na to, aby si našly práci novou a vyřídily všechny potřebné dokumenty. Jinak musí zpět do své země původu, nehledě na to, kolik zprostředkovatelům zaplatily. Pokud svou prací v Česku živí celou rodinu a závisí na ní vzdělání a budoucnost dětí, bývají ochotny k různým ústupkům.

## Sociální dopady na rodiny
Mnohé ženy z globálního Jihu (případně z Východu) směřují na Sever (resp. Západ), aby pokryly tamní poptávku. I za nízko kvalifikované práce si za hranicemi často vydělají více, než kdyby zůstaly doma a uplatnily své vzdělání. Ve světě se rozvíjejí globální řetězce péče (tzv. global care chains), kdy ženy odjíždějí starat se o jiné (děti, nemocné, seniory atd.) a opouštějí přitom ty vlastní (děti, rodiče), aby se o ně staral někdo další, a to i za odměnu. Ženy, které žijí v zahraničí, zatímco jejich rodiny a děti vyrůstají v jiné zemi, jsou označovány jako transnacionální matky. Tyto ženy často prožívají prostorovou, časovou a emoční separaci od svých vlastních dětí. Zároveň jsou však zodpovědné za výživu svých nukleárních a rozšířených rodin doma. Americká socioložka Pierrette Hondagneu Sotelo, která se tématem transnacionálního mateřství zabývá, uvádí, že „transnacionální matky přinášejí nové měřítko kvality mateřství, nové nerovnosti a nové významy rodiny“.
Zatímco emigrace mužů je vnímána převážně pozitivně, protože tak zajišťují obživu rodině, migrantky jsou na veřejnosti označovány jako krkavčí matky, které neplní svou roli a opouští své děti. Transnacionální matky se tak musí vypořádávat nejen s vlastními pocity samoty a odloučení, ale právě i se společenskou kritikou doma. V případě dětí se pak často hovoří o tzv. sociálních sirotcích, kteří mají rodiče v zahraničí a jejichž péči přebírá v lepším případě prarodiče, v horším končí na ulici či v dětských domovech. Dlouhodobá odloučenost a narušená citové vazby je provází v době jejich vyrůstání.
Dokumentární film Ilegální máma, který si lze půjčit prostřednictvím programu Promítej i ty! festivalu Jeden svět podává barvitý obraz vlivu migrace matek na rodiny. Představuje příběhy tří matek, které zanechaly své děti v Moldavsku a dlouhodobě nelegálně pracují jako uklízečky a pečovatelky o seniory v Rakousku a Itálii.

## Výzkum a organizace věnující se pracovnicím v domácnostech v ČR
Tématu placené práce (migrantek) v domácnostech je celosvětově věnována pozornost od devadesátých let dvacátého století, a to jak na úrovni vědecké, tak na poli politickém (zejména Mezinárodní organizace práce). Výzkumy jsou nejčastěji koncipovány v rámci studií migrace, transnacionalismu a genderu, přičemž velká pozornost je věnována existujícím sociálním nerovnostem na globálním trhu práce a změnám v uspořádání rodin.
V českém akademickém prostředí se tímto tématem odborníci zabývají až v posledních letech, a to zejména na několika pracovištích. Těmi jsou Sociologický ústav Akademie věd (zejména Zuzana Uhde se zaměřením na výzkumy konceptu péče v kontextu globalizace), Fakulta sociálních studií v Brně (Zuzana Búriková se zájmem o fenomén au-pair, Adéla Souralová věnující se českým chůvám nejen ve vietnamských rodinách) a FHS UK v Praze (Petra Ezzeddine studující gender v migraci a specificky praktiky transnacionálního mateřství, Pavla Redlová se zaměřením na zaměstnávání Filipínek).
Na tuto specifickou skupinu pracovnic se také zaměřuje dvouletý projekt „Rovné šance na prahu českých domácností“, na kterém spolupracují Sdružení pro integraci a migraci, společnost Člověk v tísni, reklamní agentura Ogilvy&Mather a Národohospodářský ústav AV ČR. Cílem je zmenšit zranitelnost těchto žen tím, že jim nabízí specializované poradenství a za druhé usiluje zvýšit povědomí o tomto fenoménu a otevřít celospolečenskou debatu. Součástí je i výzkum a monitoring situace a komunikace s tvůrci politik. V rámci projektu vznikla informační webová stránka www.pracovnicevdomacnosti.cz.